# Casa Pau Ginestà
La casa Pau Ginestà és un edifici situat al carrer de l'Hospital, 10 del Raval de Barcelona, catalogat com a bé cultural d'interès local.

## Història
El 1850, el carnisser Pau Ginestà va demanar permís per a enderrocar la seva casa del carrer de l'Hospital, 147 (actual 10) i reconstruir-la segons el projecte del mestre d'obres Narcís Nuet.

## Descripció
Edifici de planta baixa, entresol, tres pisos, àtic i terrat transitable, amb una sola obertura per planta. El basament, acabat amb pedra de Montjuïc, comprèn el portal de la botiga dels baixos, la porta de l'escala de veïns, i a sobre, un altell o entresolat. Aquest contrasta amb el desenvolupament superior de la façana, profusament ornamentat amb relleus de terracota. Els tres pisos superiors, que presenten tres balcons de dimensions decreixents amb llurs bolades de pedra i llurs baranes de forja, estan flanquejats per dos quarterons d'estuc que contenen aquests relleus.
Les terracotes d'aquesta finca presenten forma de canelobres vegetals entrellaçats i de composició ascendent, a base de gerros, flors i fulles d'acant. A l'alçada del balcó del segon pis, aquesta decoració queda interrompuda per la presència de dues figures femenines dansant amb un eteri vestit clàssic, els cabells recollits i un parell d'ales de papallona a l'espatlla. Segons Cirici, aquestes ballarines estarien dins els corrents de la dansa romàntica en voga, amb figures com la sueca Marie Taglioni o l'austríaca Fanny Elssler, artistes molt famoses per dansar àgilment vestides amb ales de papallona. Sobre les dues ballarines es reprenen els canelobres, a base de dues cornucòpies creuades de les que emergeix més decoració floral. La llinda del balcó del tercer pis està ornada amb un petit relleu en terracota que representa una escena bàquica protagonitzada per infants.
L'àtic, separat de la resta de pisos per una cornisa motllurada que serveix de llosana al balcó ampitador que l'obre al carrer, també està decorat amb dos relleus de terracota que representen els busts de dues dones cobrint-se el pit amb els braços mentre sorgeixen d'entre el fullatge. La façana queda rematada per una cornisa sobre mènsules que amaga, reculada, la barana del terrat. Els elements decoratius de la façana (tant pel que fa a les baranes dels balcons com els plafons de terracota) provenien de la incipient indústria dels materials constructius seriats, raó per la qual aquests motius també es poden veure en altres immobles com la veïna casa Josep Gené, situada al número 83 del mateix carrer de l'Hospital.

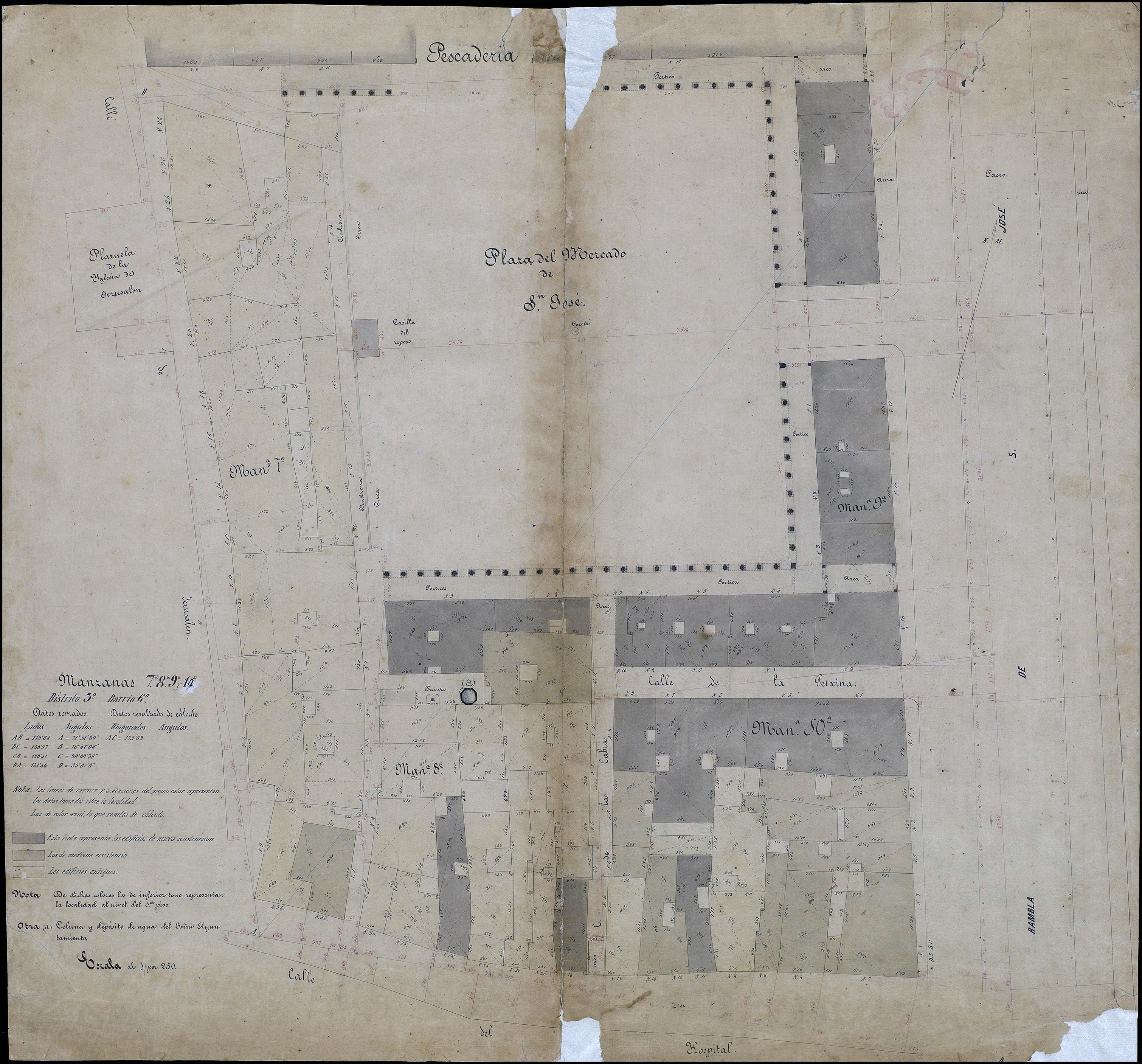
Quarteró núm. 58 de Garriga i Roca (c. 1860)